# Leopold Rother
Leopold Siegfried Rother Cuhn (* 27. August 1894 in Breslau; † 3. Juli 1978 in Bogotá) war ein deutscher Architekt, Stadtplaner und Pädagoge, der ab Mai 1936 in Bogotá (Kolumbien) lebte und dort verschiedene herausragende Projekte entwickelte.
In Deutschland wirkte er als Regierungsbaumeister in Kiel, Oldenburg (Holstein) und Münster und wurde 1926 nach Clausthal (Harz) versetzt, wo er für die Berg- und Hüttenakademie (heute Technische Universität Clausthal-Zellerfeld) die Aula und das Hallenbad entwarf und mit expressionistischer Innenbemalung versehen ließ. Ab 1930 war er in Brandenburg (Havel) ansässig.

„Durch Dekret 1603 vom 6. Juli 1936, unterzeichnet vom kolumbianischen Staatspräsidenten Alfonso López Pumarejo und vom Bauminister César García Alvares, wird die Position des stellvertretenden Architekten der Technischen Abteilung der Generaldirektion für Nationale Gebäude eingerichtet und Leopold Rother auf diesem Posten ernannt.“

Rother traf dort auf den Schulreformer Fritz Karsen, der auf Einladung der kolumbianischen Regierung im März 1936 seine Tätigkeit als Erziehungsberater aufgenommen hatte. Beide hatten in Breslau dasselbe Gymnasium besucht und entwickelten in der Folgezeit gemeinsam den Plan für den Campus der Universidad Nacional de Colombia in Bogotá. Etwas distanzierter wird diese Zusammenarbeit von Bray gesehen: „Zwischen 1936 und 1946 beteiligten sich nicht nur Rother, sondern auch andere Architekten wie Luis Prieto Souza, Manuel Parra Mercado, Erich Lange und der Pädagoge Fritz Karsen an der Gestaltung der Universitätsstadt, wobei Rother derjenige war, der den endgültigen Entwurf durchführte.“ An anderer Stelle wird jedoch deutlich, wie sehr auch das von Bruno Taut zusammen mit Karsen entwickelte „Projekt Dammwegschule“ für das „Projekt Universitätsstadt Bogotá“ Pate gestanden hat. Karsen verfasste hierfür

„die Lehrpläne und schlug unter anderem die Schaffung von spezialisierten Klassenräumen vor. Statt der traditionellen Fakultäten sollten Abteilungen geplant werden, wodurch der wiederholte Bau von Laboren und Spezialklassenräumen vermieden werden konnte. Wie im Platoonsystem sind es die Studenten, die sich ständig zu den verschiedenen Abteilungen begeben, nicht die Lehrer. Um seine pädagogischen Reformen zu erklären, entwarf Karsen ein kreisförmiges Schema mit der Studienfachstruktur. Dieses kreisförmige Schema von Karsen war die Vorstufe zum kreisförmig gebildeten Campusschema und der Ursprung der nachfolgenden Vorschläge von Leopold Rother. Diesbezüglich schreibt Hans Rother: ‚Es war auch der Erzieher Fritz Karsen, der vorschlug, dass der zentrale Bereich kreisförmig sei, mit den Gebäuden rund um einen Park oder zentralen Platz angeordnet und von einer Hauptstraße für den Fahrzeugverkehr umgeben.‘ Diese Idee wurde von Leopold Rother verwirklicht: eine ovale oder elliptische Anordnung, die heutzutage allen Einwohnern von Bogota bekannt ist. Rother legte auch fünf Grundbereiche für die Universität fest: Humanwissenschaften (Jura), Medizinwissenschaften, Chemie, Ingenieurwissenschaften und angewandte Kunst- und Wissenschaften (Architektur, Schöne Künste, Musik).“

Wie die Arbeit von Ernesto Vendries Bray eindrucksvoll belegt, sind die Arbeiten von Leopold Rother wegweisend für Kolumbien, wo er der Architekt war, der durch seine Projekte und seine fast vierzigjährige Lehrtätigkeit an verschiedenen Universitäten des Landes dazu beitrug, die modernen Architektur in Kolumbien zu etablieren und zu verbreiten. Sicher in Würdigung seiner Verdienste trägt deshalb das erste und einzige Museum für Architektur in Kolumbien den Namen Museo de Arquitectura Leopoldo Rother.
Die von ihm und Fritz Karsen geplante Universidad Nacional de Colombia steht seit 2012 auf einer vorläufigen Liste zur Aufnahme als UNESCO-Welterbe.